# Desert Eagle
|  | Per a altres significats, vegeu «Desert Eagle Observatory». |

Desert Eagle és una pistola semi-automàtica de gran calibre accionada pels gasos del tret, dissenyada als Estats Units per Magnum Research i fabricada principalment a Israel per IMI (Israel Military Industries), ara Israel Weapons Industry. La producció va ser transferida a Sac Defense a Maine entre 1996 i 2000, d'allí la denominació XIX, però va tornar a Israel quan Sac va ser comprada per General Dynamics.
Causa de la seva silueta fàcilment recognoscible i als seus cartutxos de gran calibre, la Desert Eagle s'ha convertit en una arma gairebé arquetípica en la cultura popular.
Magnum Research ha publicitat diverses versions de la pistola accionada per retrocés curt Jericho 941 sota el nom de Baby Eagle. Aquestes no tenen cap relació amb la Desert Eagle, amb la qual només comparteixen un moderat semblant pel que fa a formes respecta.